# Euphylidorea adusta
Euphylidorea adusta là một loài ruồi trong họ Limoniidae. Chúng phân bố ở miền Tân bắc.